# Ochicanthon vazdemelloi
Ochicanthon vazdemelloi là một loài bọ cánh cứng trong họ Bọ hung (Scarabaeidae).